# Skrajna Walowa Ławka
Skrajna Walowa Ławka (niem. Vordere Felsgartenscharte, słow. Predná Valova lávka, węg. Elülső-Wala-rés) – jedna z wielu przełęczy znajdujących się w Grani Hrubego w słowackiej części Tatr Wysokich. Przełęcz ta należy do najwybitniejszych w grani i oddziela od siebie Skrajną Walową Turnię na południowym wschodzie i Wielką Teriańską Turnię na północnym zachodzie. Od strony Doliny Hlińskiej ku północnemu wschodowi opada z niej żleb. W górnej części jest piarżysty, niżej podcięty kilkoma progami. Na wysokości około 2180 m uchodzi do Żlebu Grosza. Od strony Niewcyrki z przełączki opada na południowy zachód głęboko wcięty, prosty komin o deniwelacji około 190 m. Jest w nim kilka przewieszonych progów. Komin ma wylot na piarżysku pomiędzy Teriańską Równią a Niżnim Teriańskim Stawem. W odległości 20 m na lewo znajduje się drugi, podobny, ale bardziej kruchy komin spadający ze Skrajnej Teriańskiej Szczerbiny. Kominy te rozdzielone są filarem Wielkiej Teriańskiej Turni.
Skrajna Walowa Ławka to najdalej wysunięta na północny zachód z trzech Walowych Ławek (pozostałe to Zadnia Walowa Ławka i Pośrednia Walowa Ławka). Ich nazwy upamiętniają Jędrzeja Walę starszego – przewodnika zasłużonego dla poznania masywu Hrubego Wierchu. Utworzył je Witold Henryk Paryski w 8. tomie przewodnika wspinaczkowego.

## Taternictwo
Na siodło przełęczy nie prowadzą żadne znakowane szlaki turystyczne. Pierwszego wejścia na przełęcz dokonali Władysława Panek-Jankowska, Józef Jankowski, Kazimierz Panek i przewodnik Jędrzej Marusarz Jarząbek 4 września 1907 r. Oprócz drogi wiodącej granią są jeszcze dwie inne drogi wspinaczkowe na Skrajną Walową Ławkę, ale obecnie dostępna jest ona tylko z grani lub od strony północnej (Niewcyrka jest obszarem ochrony ścisłej TANAP-u z zakazem wstępu).
Drogi wspinaczkowe
1. Południowo-zachodnim kominem; II, miejsce IV w skali tatrzańskiej, czas przejścia 1 godz. 30 min
2. Od północnego wschodu (z Wielkiego Ogrodu); II, miejsce IV, czas pierwszego przejścia 10 godz.[4]

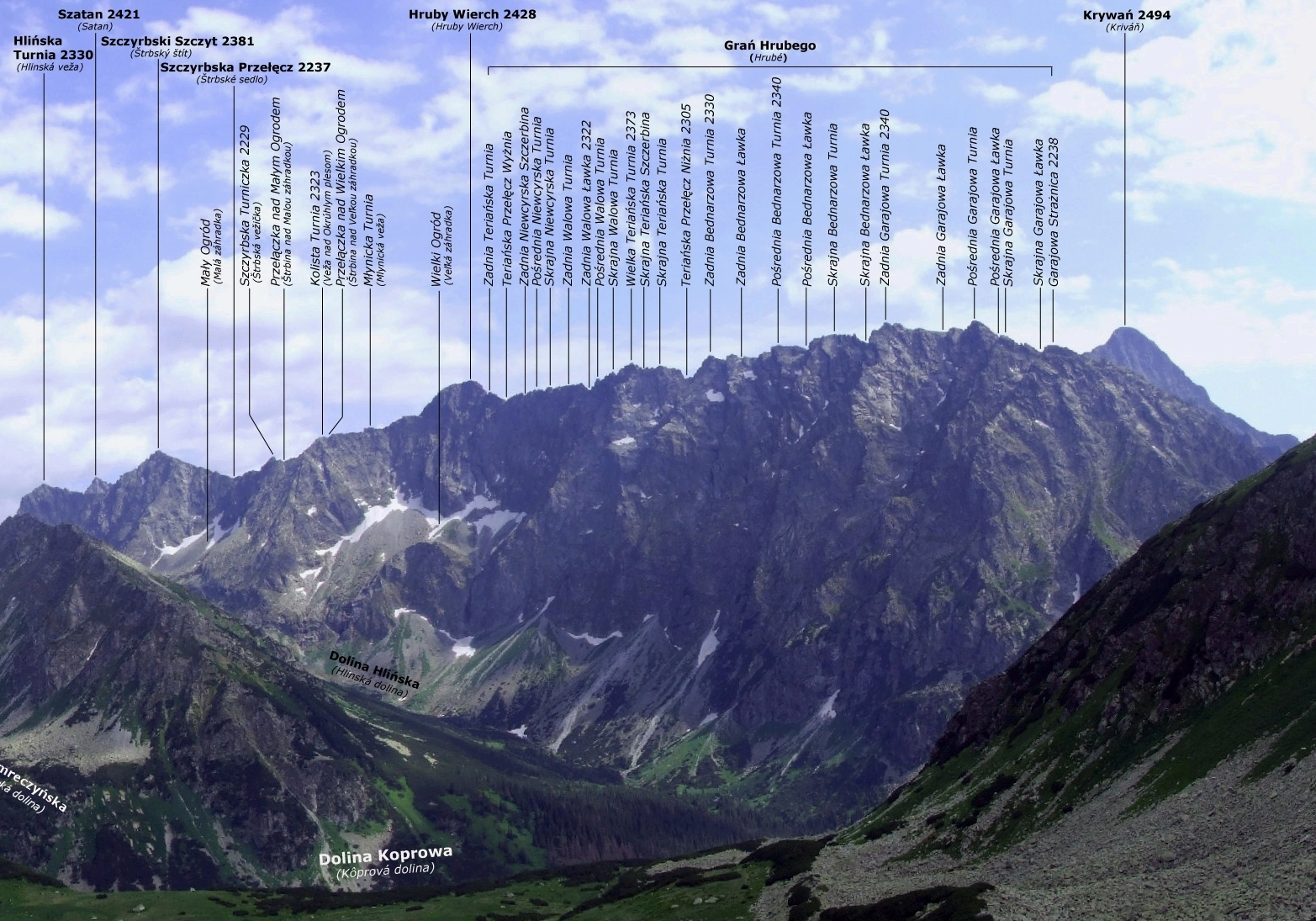
Widok z Zaworów
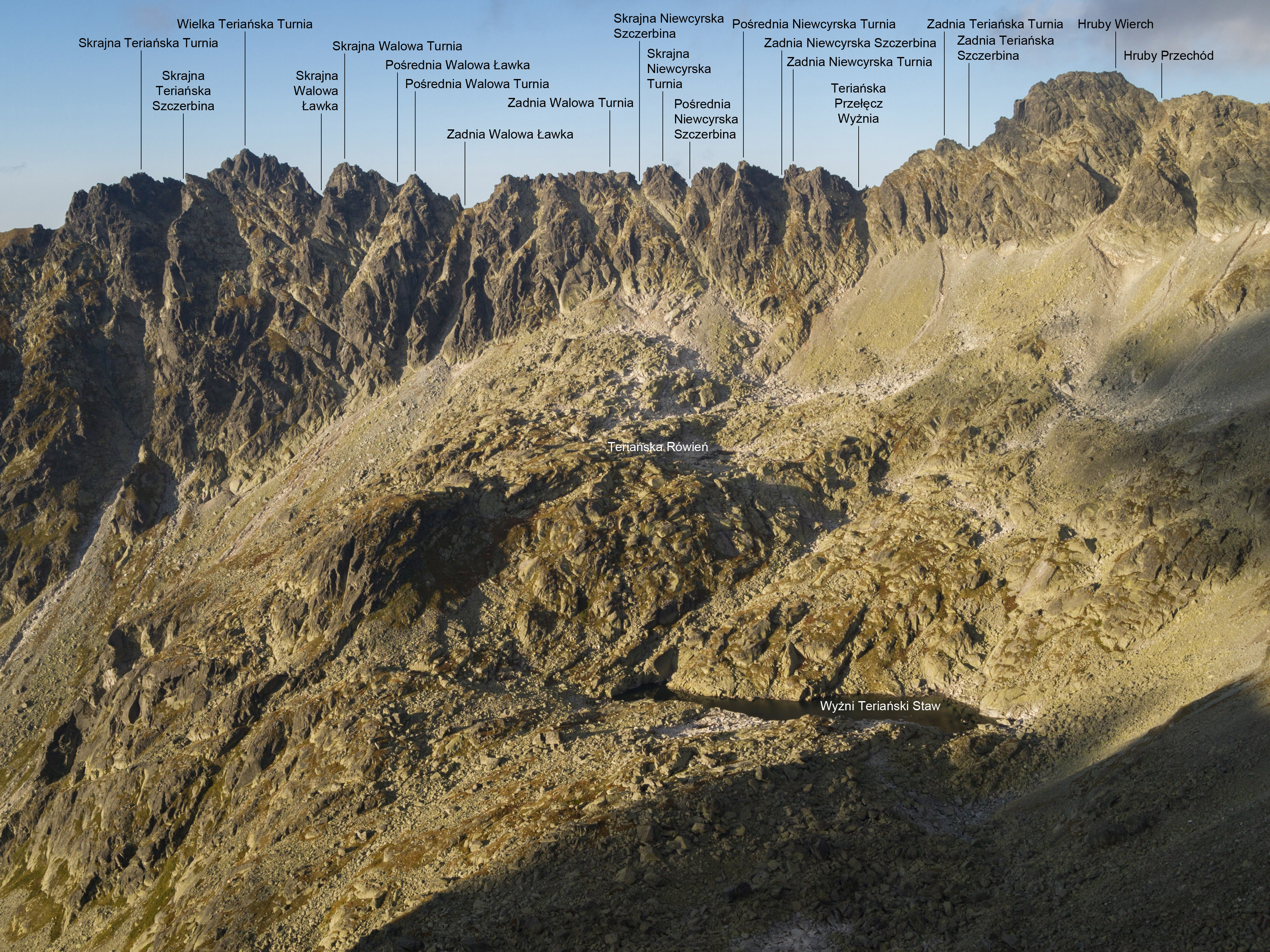
Widok z południowego wschodu
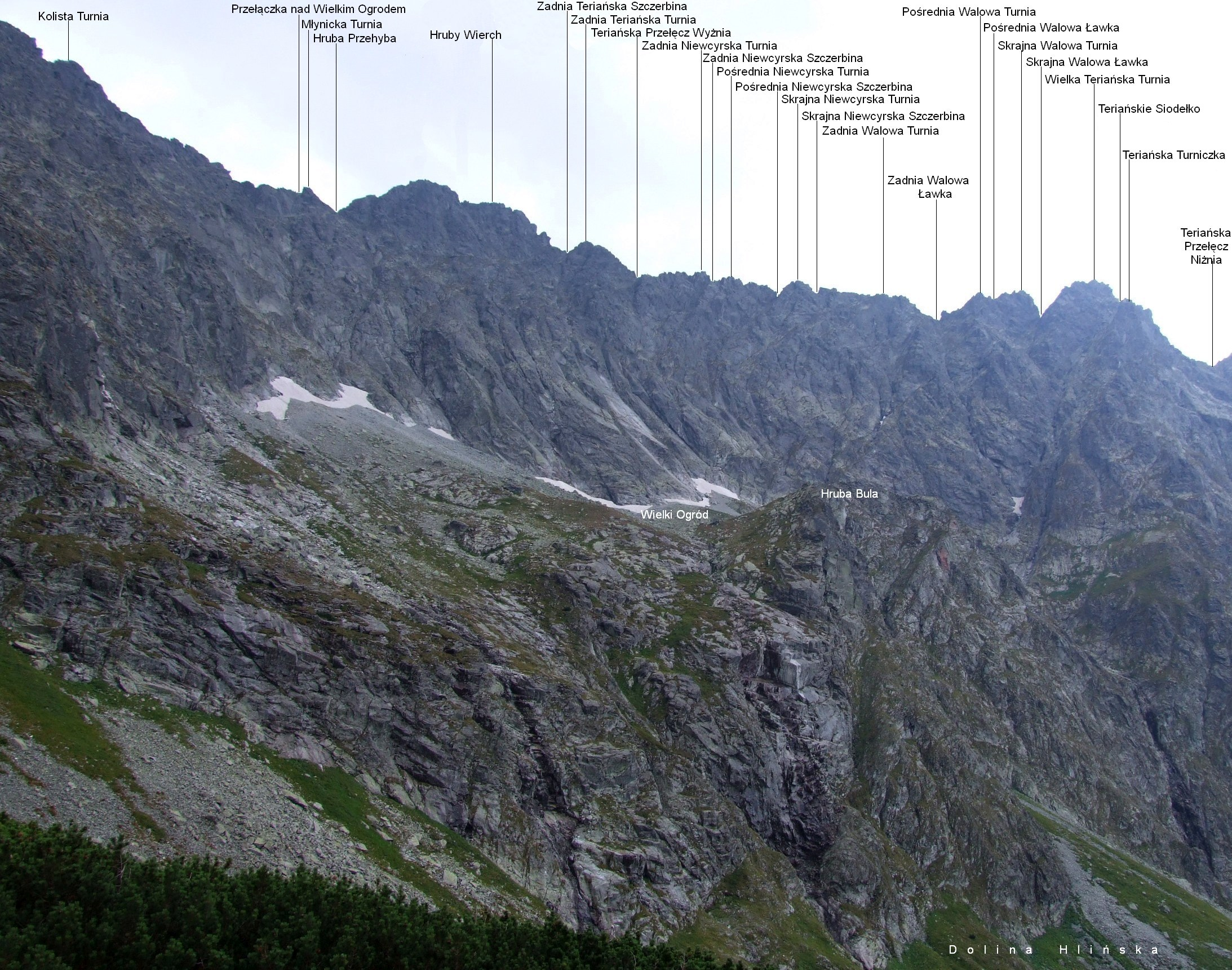
Widok z Doliny Hlińskiej